# Tudo Legal
Tudo Legal é um filme de comédia brasileiro de 1960, dirigido por Victor Lima para a Herbert Richers. Numeros musicais de Francisco José e Nelly Martins (que também atua), além de rápidas aparições de Ivon Cury e Trio Irakitan, dentre outros.

## Elenco
- Ronald Golias...Anastácio "Bronco"
- Jaime Costa... Doutor Galileu
- Marina Marcel...Salomé
- Jô Soares...Euclides
- Jece Valadão...Chico 22
- Nelly Martins...Maria da Graça
- Carlos Tovar...Mão de Luva
- Paulo Araújo ...Flávio
- Evelyn Rios...Lucrécia
- Wilson Grey...Betinho
- Arlindo Costa...César
- Zé Bacurau...Japa
- Milton Leal ...Kid Jones
- Carlos Costa ...Gaguinho
- Paulo Rodrigues ...Jacó

## Sinopse
Bronco e Euclides são dois moradores da favela carioca do Morro do Pinto e vivem de biscates no cais do porto. Um contrabandista coloca um pacote de drogas entre as coisas deles e a partir dai a dupla passa a ser perseguida pela quadrilha do Doutor Galileu. Depois de serem raptados pelos capangas sem saberem a razão, são soltos mas o doutor acha que eles são de uma nova quadrilha rival. E manda a dupla de mulheres vigaristas, Salomé e Lucrécia, tentar enganar os dois e descobrirem quem eles são.